# Hannah Arendt e Martin Heidegger

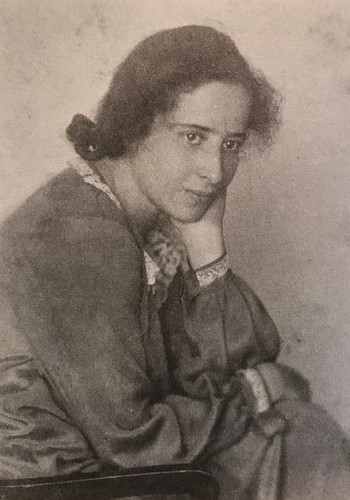
Hannah Arendt nel 1924

Nell'autunno del 1924 la studentessa diciottenne Hannah Arendt giunge da Königsberg a Marburgo con l'intenzione di seguire le lezioni di un giovane filosofo trentacinquenne, Martin Heidegger, la cui fama di "ribelle" alla tradizionale cultura accademica inizia a essere ormai nota in tutta la Germania. Il seminario è quindi quello invernale del 1924 raccolto nel volume Platon: Sophistes. Hans-Georg Gadamer la ricorda in quegli anni come molto bella e appariscente e sempre vestita di verde. Heidegger la nota durante le lezioni e, in una successiva lettera del 4 maggio 1950, ricorderà come sia stato colpito dal suo sguardo. Nel mese di novembre (1924) Arendt chiede il primo appuntamento al professor Heidegger nell'orario di ricevimento degli studenti, ma già il 10 febbraio 1925, Heidegger le invia una prima lettera dal seguente tenore:
(Hannah Arendt Hannah Arendt Martin Heidegger, lettere 1925-1975, traduzione di Massimo Bonola. Torino, Edizioni di Comunità, 2001, p.3)
Nella lettera del successivo 21 febbraio il tono si fa viepiù confidenziale e passionale, si rivolge ad Hannah Arendt con il "tu", firmandosi "Tuo M.":
(Hannah Arendt Hannah Arendt Martin Heidegger, lettere 1925-1975, pp. 4-5)
La relazione, clandestina, va avanti per mesi con tutte le difficoltà e il tormento che questo comporta. Conserviamo, tuttavia, una lettera interessante di Heidegger, datata 10 gennaio 1926, la quale deve essere stata preceduta da lettere di Arendt in cui la futura filosofa si lamentava di essere stata dimenticata. È il periodo in cui Heidegger sta redigendo il suo capolavoro, Essere e tempo, questa la replica del filosofo tedesco:
(Hannah Arendt Hannah Arendt Martin Heidegger, lettere 1925-1975, p. 38)
Tuttavia, alla fine del semestre invernale 1925/1926, Arendt lascia Marburgo per trasferirsi ad Heidelberg e quindi laurearsi lì con Jaspers sul tema dell'amore in Agostino. Vi furono ancora sporadici contatti che testimoniano il perdurare di questa tormentata storia d'amore.
All'inizio del 1928, Martin aveva deciso di lasciare Hannah. I motivi sono molteplici: la sua carriera, con la chiamata a Friburgo per subentrare a Husserl e la nomina a Ordinarius (equivalente in Italia a professore ordinario), era giunta all'apice; la pubblicazione di Essere e tempo lo aveva lanciato come il nuovo astro del firmamento filosofico non solo tedesco; ultimo aspetto, ma non da meno, aveva iniziato una nuova relazione con un'amica della moglie, Elisabeth Blochmann, la "liebe List" (cara List).
Così Arendt scrive a Heidegger nella lettera datata 22 aprile 1928:
(Hannah Arendt Hannah Arendt Martin Heidegger, lettere 1925-1975, p. 47)

La lettera di Arendt si chiude, prima del consueto "tua Hannah" ("Deine Hannah"), con i versi del 43° sonetto dei Sonnets from the Portuguese di Elizabeth Barrett Browning: 
(virgolette di Hannah Arendt)
Il 26 settembre 1929 Hannah Arendt e un altro allievo di Heidegger, Günther Stern (meglio noto con il nome di Günther Anders), si sposano a Nowawes (nei pressi di Berlino). 
Nell'inverno del 1932/1933 Hannah Arendt scrive una lettera a Heidegger chiedendogli se fossero vere alcune dicerie su sue presunte condotte "antisemite", non conserviamo il testo della lettera di Arendt, ma conserviamo la risposta di Heidegger:
(Hannah Arendt Hannah Arendt Martin Heidegger, lettere 1925-1975, p. 49-50)
Ciò nonostante, il regime nazista ormai al potere e l'imminente varo del decreto di emergenza del 28 febbraio 1933 che sospenderà i diritti civili, costringe il marito di Arendt, Günther Anders, a fuggire a Parigi. Nel marzo dello stesso anno Arendt viene arrestata con sua madre, ma, dopo pochi giorni, rilasciata. Decide però di lasciare in segreto la Germania e di raggiungere, via Praga, il marito a Parigi.
Al termine del conflitto Arendt riprende i contatti con Karl Jaspers, il quale come è noto, aveva sposato nel 1910 Gertrud Mayer, ebrea, e per questo essendosi rifiutato di divorziare o di emigrare, aveva vissuto il periodo nazista isolato nella sua abitazione. 
Nel novembre 1949 Arendt rientra in Germania con un incarico ufficiale della "Commission on European Jewish Cultural Reconstruction" allo scopo di recuperare i beni della comunità ebraica tedesca espropriati dai nazisti decidendo di fare visita ai coniugi Karl e Gertrud Jaspers. In quella circostanza Jaspers mostrò a Arendt la sua corrispondenza con Heidegger, mentre Arendt confidò a Jaspers la sua storia d'amore giovanile con il filosofo.
L'incontro con Heidegger avviene il 7 febbraio del 1950, nella lobby di un albergo di Friburgo. Arendt ha avvertito Heidegger della sua presenza con un biglietto su cui aveva vergato le sole parole e senza firma, «Sono qui». Lui si reca immediatamente al suo albergo con l'intenzione di lasciare una lettera dal contenuto piuttosto formale, ma, giunto lì, non si trattiene e per mezzo del fattorino a cui ha consegnato la lettera comunica la sua presenza all'ex allieva. Arendt non si cura della lettera che mette in tasca e raggiunge Heidegger. Non è dato di sapere cosa i due si siano detti, ma è probabile che gli argomenti vertessero sull'adesione al nazismo da parte di lui, quindi della vicenda del Rettorato, il suo successivo allontanamento dal regime, le vicende inerenti a Husserl e a Jaspers, del divorzio di lei da Stern, degli anni dell'esilio. Di certo lei scriverà al secondo marito: «per la prima volta in vita nostra abbiamo parlato davvero», mentre all'amica Hilde Fränkel confiderà: «Non si è affatto reso conto che è una storia di venticinque anni fa e che sono diciassette anni che non mi vede». 
Il giorno dopo ci sarà un nuovo incontro, questa volta a tre, con la presenza della moglie di Heidegger, Elfride, incontro che il filosofo tedesco aveva tanto auspicato. L'incontro non fu sereno ma nella lettera che Arendt scrive alla moglie di Heidegger, Elfride, emergono circostanze importanti riguardanti Arendt e l'incontro stesso che aveva come punto centrale la figura di Heidegger, amato da ambedue le donne, ma che deve essere sfociato anche in una polemica che avrebbe riguardato i temi degli ebrei e dei tedeschi. Ma Arendt confida a Elfride, in una lettera datata 10 febbraio 1950, che «quando lasciai Marburgo, ero assolutamente decisa a non amare mai più un uomo; e poi mi sono sposata, giusto per sposarmi, con un uomo che non amavo. Siccome mi consideravo assolutamente superiore alle cose, credevo di poter disporre di tutto, proprio perché non mi aspettavo niente per me stessa. Tutto questo è cambiato soltanto quando ho conosciuto il mio attuale marito.».
Il 19 maggio del 1952 Hannah Arendt fa nuovamente visita ai coniugi Heidegger, ma il rapporto con la signora Elfride non migliora a tal punto che nella lettera al marito Heinrich Blücher gli confiderà che fu costretta a una scenata.
Nel 1960 Arendt pubblica in Germania una delle sue opere migliori Vita activa oder Vom tätingen Leben (editore Kohlhammer di Stoccarda), che due anni prima era stata pubblicata negli Stati Uniti d'America (Chicago) con il titolo The Human Condition. Una copia verrà fatta spedire da Arendt a Heidegger. Nella lettera datata 28 ottobre 1960 scrive:
(Hannah Arendt Hannah Arendt Martin Heidegger, lettere 1925-1975, p. 114)
Nel lascito di Arendt è conservata una minuta scritta a penna che si desume la filosofa non abbia spedito a Heidegger, in cui si legge la dedica del libro:
(Hannah Arendt Hannah Arendt Martin Heidegger, lettere 1925-1975, pp. 237-238)
Franco Volpi, filosofo e specialista di Heidegger, così chiosa: «Fu l'ultimo gesto di una passione durata una vita intera.».
Heidegger non rispose, e interruppe i contatti per un po' di tempo. Delusa, Hannah scrisse a Jaspers nel novembre 1961:
(Elżbieta Ettinger Hannah Arendt e Martin Heidegger, Garzanti 2000, pp. 103-104.)